# Oenothera fallacoides
Oenothera fallacoides är en dunörtsväxtart som beskrevs av Adriano Soldano och Rostanski. Oenothera fallacoides ingår i släktet nattljussläktet, och familjen dunörtsväxter. Inga underarter finns listade i Catalogue of Life.